# Miles Quaritch
Miles Quaritch est un personnage de l'univers fictif Avatar. Né sur Terre, il sert d'abord dans l'United States Marine Corps puis est engagé par la Resources Development Administration (RDA) pour être envoyé sur Pandora.
Il est l'antagoniste principal d’Avatar et de sa suite La Voie de l'eau. Sur Pandora, il commande les forces de sécurité du complexe minier de Hell's Gate. Il n'hésite pas à faire usage de la force face aux peuples autochtones pour mettre la main sur de nouveaux gisements. Il est tué par Neytiri alors qu'il combattait Jake Sully, un ancien soldat sous ses ordres. Quinze ans plus tard, il est ressuscité dans un corps d'avatar, faisant de lui un « recombinant » ou « recom ». Il sert toujours la RDA et a pour mission de traquer Sully.
Il est interprété par l'acteur américain Stephen Lang,.

## Univers
Au XXIIe siècle, les habitants de la Terre subissent une crise énergétique et sont contraints d'aller chercher des ressources ailleurs. Ils ont décidé d'établir une base sur Pandora afin d'y extraire de l'unobtanium et d'y étudier la faune et la flore locale,. Les indigènes de Pandora, les Na'vis, sont hostiles aux projets miniers des humains, et des heurts ont souvent lieu. Dans le but d'entrer en contact avec eux et d'apaiser les tensions, les humains développèrent des hybrides humain-na'vi appelés « avatars ». Ceux-ci peuvent être contrôlés à distance par des pilotes entraînés à ce genre de mission. Cependant, malgré toutes les tentatives pour réduire les tensions, la situation entre les humains et les indigènes ne fait qu’empirer.

## Histoire

### AvantAvatar
Né sur Terre dans les années 2100, Miles Quaritch s'engage dans l'United States Marine Corps. Devenu colonel, il est recruté par la RDA et est envoyé sur Pandora. Il est chargé de la sécurité du personnel et des installations de Hell's Gate, un complexe minier qui extrait de l'unobtanium. Il travaille en collaboration avec Parker Selfridge, le représentant de la compagnie sur la lune. Bien que cela soit interdit, il a une liaison avec la pilote Paz Socorro.

### Avatar
En 2154, le colonel Quaritch tente d'infiltrer le clan Omaticaya, des na'vis, grâce au caporal Jake Sully fraichement arrivé sur Pandora et dont l'avatar a été recueilli par cette tribu. Ainsi, il parvient à obtenir les plans de l'Arbre-maison, un arbre gigantesque servant de demeure aux Omaticayas mais localisé sur l'un des plus gros gisements d'unobtanium. Avec l'accord de Selfridge, il détruit l'arbre malgré la présence des na'vis qui ont refusé de quitter les lieux. Il fait également incarcérer Sully et ses compagnons. Ceux-ci parviennent à s'échapper et à fuir dans la chaine des Hallelujah. Quaritch tente de les en empêcher et touche mortellement la Dre Grace Augustine,.
De son côté, Sully unifie les tribus na'vis. Observant cela, Quaritch décide de lancer une attaque là où ils se regroupent. Afin de mettre toutes les chances de son côté, le colonel emploie toutes les forces à sa disposition, notamment une navette spatiale qu'il transforme en bombardier. Parallèlement, il fait copier son esprit dans une « clé d'âme » dans le cadre du projet Phénix visant à créer des avatars autonomes.

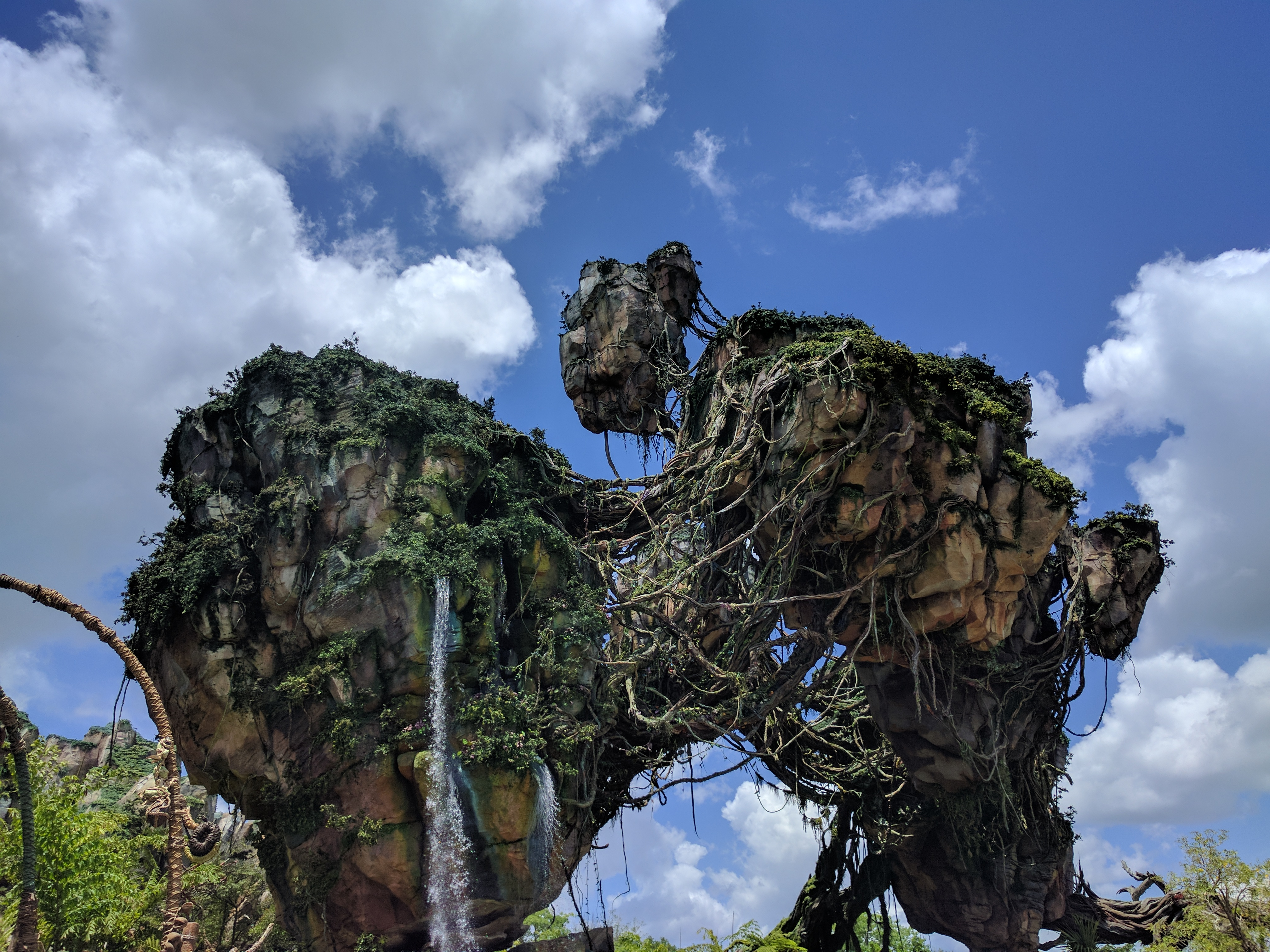
Les montagnes flottantes de la vallée de Moa'ra sont similaires à celles de la chaîne des Hallelujah.

L'assaut est donné sur l'Arbre des âmes au cœur de la chaine des Hallelujah, un lieu où tous les instruments de bord sont perturbés. Les terriens parviennent rapidement à prendre le dessus sur les forces autochtones. Cependant, Quaritch n'avait pas prévu qu'Eywa, la déesse des na'vis, leur viendrait en aide en envoyant toute la faune locale se jeter sur ses troupes. Sa plateforme de commandement est abattue, Quaritch survit mais se retrouve isolé dans la jungle. Il est rattrapé par l'avatar de Jake Sully qui se lance dans un combat avec lui. Il est finalement tué, transpercé par deux flèches tirées par Neytiri, la compagne de son adversaire,,,.

### La Voie de l'eau
Afin de préparer leur retour sur Pandora, les humains de la Terre développe la technologie des avatars dans le cadre du projet Phénix. Ils développent un nouvel hybride humain-na'vi semblable à l'avatar, mais contrairement à celui-ci, il n'a pas besoin de pilote. En effet, peu avant la bataille des monts Hallelujah, certains soldats de la RDA, dont le colonel Quaritch, ont copié leur esprit dans une « clé d'âme ». Ceux qui n'ont pas survécu, ont ainsi pu avoir leur esprit téléchargé dans des hybrides appelés « recombinants » ou « recoms »,.
Vers 2170, Quaritch se réveille à bord de l'ISV Vindicator, un vaisseau en orbite autour de Pandora. Ses derniers souvenirs datent de quelques heures avant la bataille des monts Hallelujah en 2154, il ne se souvient donc pas de sa mort. Il est mis au courant de la situation par la générale Frances Ardmore qui commande la force expéditionnaire de la RDA. Celle-ci a établi le centre des opérations dans la nouvelle ville de Bridgehead dont le mur défensif circulaire mesure 30,5 km de long. Son objectif est de faire de Pandora, un nouveau foyer pour les humains.
Anticipant une forte résistance des na'vis, la générale Ardmore envoie le colonel Quaritch éliminer celui qui pourrait être leur chef, l'ancien terrien Jake Sully. Pour cela, il dirige une nouvelle unité constituée de onze recoms comme lui. Il est secondé par le caporal Lyle Wainfleet, son homme de confiance. Lors de sa première sortie, l'unité est envoyée sur les lieux de la bataille et retrouve le corps humain décomposé de Quaritch. Celui-ci attrape son crâne et l'écrase dans la paume de sa main. Le groupe parvient ensuite à capturer les enfants de Sully et Neytiri ainsi qu'un jeune humain prénommé Miles « Spider » Socorro. Il s'avère être le fils biologique de Quaritch qui a grandi auprès de la famille Sully. Tous sont libérés, sauf Spider qui est d'abord interrogé par son père avant d'être contraint de le suivre alors qu'il est parti à la recherche de Jake Sully et de sa famille qui a fui auprès d'une autre tribu na'vi.
Quaritch parvient à les retrouver chez les Metkayinas, un autre clan na'vi qui vit près du rivage. Il capture Kiri, Neteyam et Lo'ak, les enfants de Sully, pour l'attirer dans un piège. S'ensuit des combats entre les na'vis menés par Jake et les recoms et autres soldats de la RDA. Il y a beaucoup de morts de chaque côté, Quaritch est le seul survivant de son unité, sauvé par Spider. Même si au final, Jake Sully s'en sort, le colonel a réussi à tuer Neteyam, son fils ainé.

## Interprétation

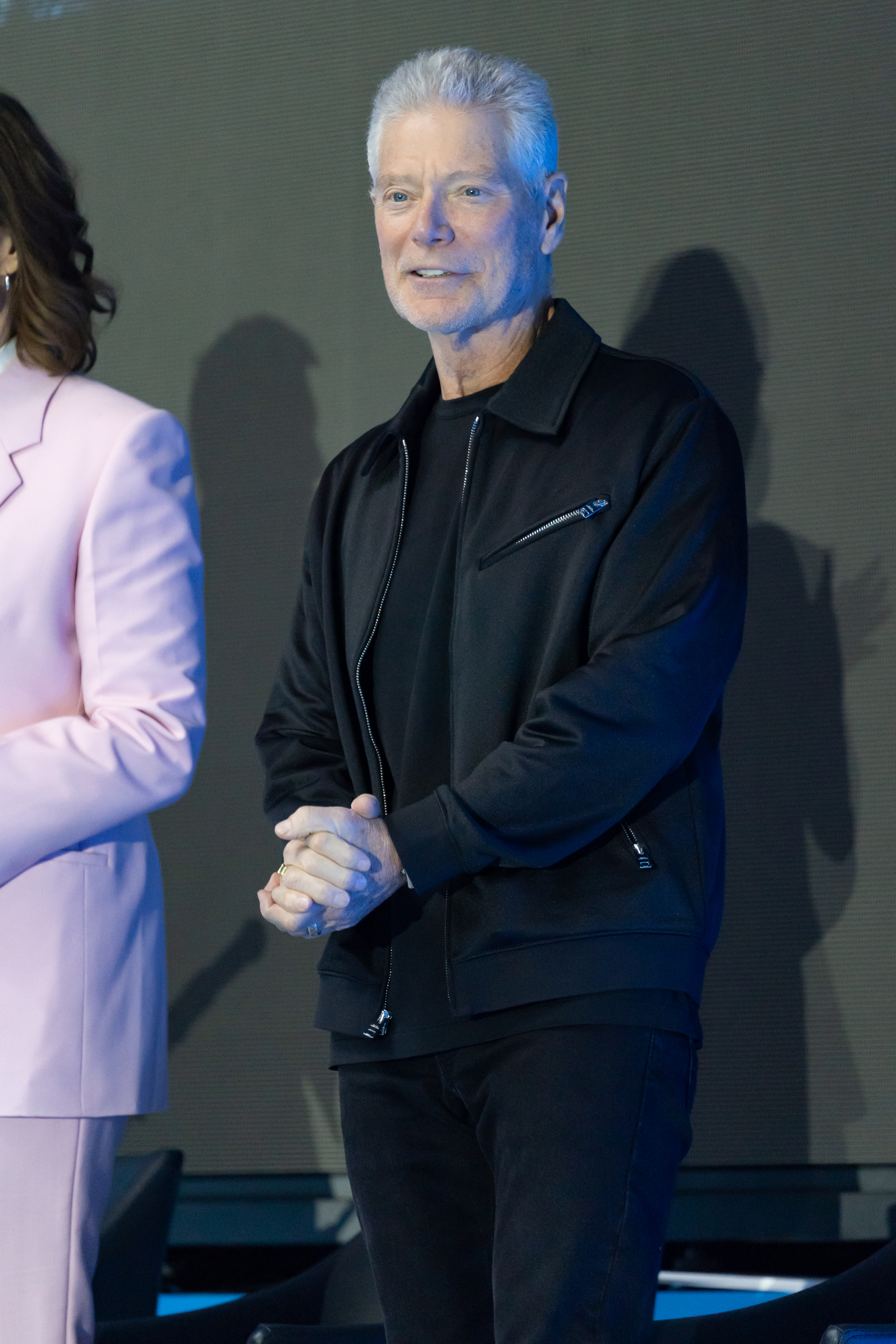
Stephen Lang en 2022.

Initialement, James Cameron souhaitait que ce soit l'acteur Michael Biehn qui interprète le rôle du colonel Miles Quaritch. Le réalisateur avait déjà travaillé à plusieurs reprises avec lui, notamment dans les films Terminator, Aliens, le retour, Abyss et Terminator 2 : Le Jugement dernier. Il l'a même rencontré afin de lui présenter le personnage à l'aide de dessins. Cependant, ayant engagé Sigourney Weaver pour le rôle de la Dre Grace Augustine, James Cameron ne souhaitait pas reproduire le duo déjà présent dans Aliens, le retour. Biehn est donc écarté de la production d’Avatar,.
En 1985, l'acteur Stephen Lang auditionne pour le rôle du caporal Dwayne Hicks dans le film Aliens, le retour. Il n'est pas retenu, le rôle est d'abord attribué à James Remar puis à Michael Biehn. Une vingtaine d'années plus tard, Lang est rappelé par James Cameron pour un autre rôle. Le réalisateur lui explique en mentionnant cette audition passée deux décennies plus tôt, qu'il souhaiterait qu'il interprète le principal antagoniste de son nouveau projet. L'acteur ironise : « on peut dire que j'ai battu le record du plus long rappel pour un rôle »,.

## Adaptations

### Jeux vidéo
Dans le jeu vidéo James Cameron's Avatar: The Game, si le joueur choisi d'être du côté de la RDA, Quaritch prend le commandement de l'opération des plaines de Goliath. Il ordonne notamment au joueur de piloter le Dragon afin de rejoindre une base alliée près de laquelle se trouve son prédécesseur qui doit être éliminer. Dans la version originale, il est doublé par Stephen Lang, l'acteur qui l'interprète dans les films.

### Bande dessinée
Miles Quaritch fait quelques brèves apparitions dans les bandes dessinées Avatar, principalement dans des flashbacks. Ainsi, dans The Next Shadow numéro 4, après être tombé dans le coma, Jake Sully fait d'étranges cauchemars où il revit notamment sa confrontation avec le colonel.

### Figurines
En 2009, suivant la sortie du premier film, Mattel commercialise une figurine du colonel Miles Quaritch. Lego a vendu une boîte contenant le colonel dans son AMP combattant Neytiri au milieu de la jungle de Pandora, celle-ci est sortie en 2022 sous le numéro 75571 « Neytiri & Thanator vs. AMP Suit Quaritch »,. Une autre boîte est sortie en 2023 sous le numéro 75577 « Mako Submarine »,, elle contient Quaritch en recom et Spider dans un sous-marin, ainsi que Neteyam et Ao'nung.

### Autres médias
Le Simpson Horror Show XXII de la série d'animation Les Simpson est une parodie d’Avatar. L'inspecteur Gary Chalmers rappelle le personnage de Quaritch. Dans cet épisode, il dirige un groupe armé envoyé sur la planète Rigel 7 par Krusty le clown afin de trouver de l'« hillarium ». Il échoue après que Bart Simpson l'ait trahi et meurt en chutant d'une falaise.
Dans le film pornographique parodique This Ain't Avatar (en) réalisé par Axel Braun, le colonel Quaritch apparaît sous les traits d'Evan Stone. Dans cette suite spirituelle de ce film entièrement en relief, Quaritch a survécu à ses blessures.

## Accueil critique
Sur son site internet ReelViews, le critique de cinéma James Berardinelli salue la performance de Stephen Lang. Il explique : « Quaritch n'est pas animé par effets spéciaux, pourtant il parait plus imposant que dans la vraie vie. S'il y a un humain star d’Avatar, c'est bien Lang. »,.
Pour Timothy Donohoo des Comic Book Resources, Avatar : La Voie de l'eau gâche le meilleur personnage du premier film. Il trouve en effet dommage que la résurrection de Quaritch dans la peau de ses ennemis, les na'vis, ne soit pas plus exploitée. Il regrette également que le colonel et son fils soit si peu de temps ensemble à l'écran.